# 萨武萨武

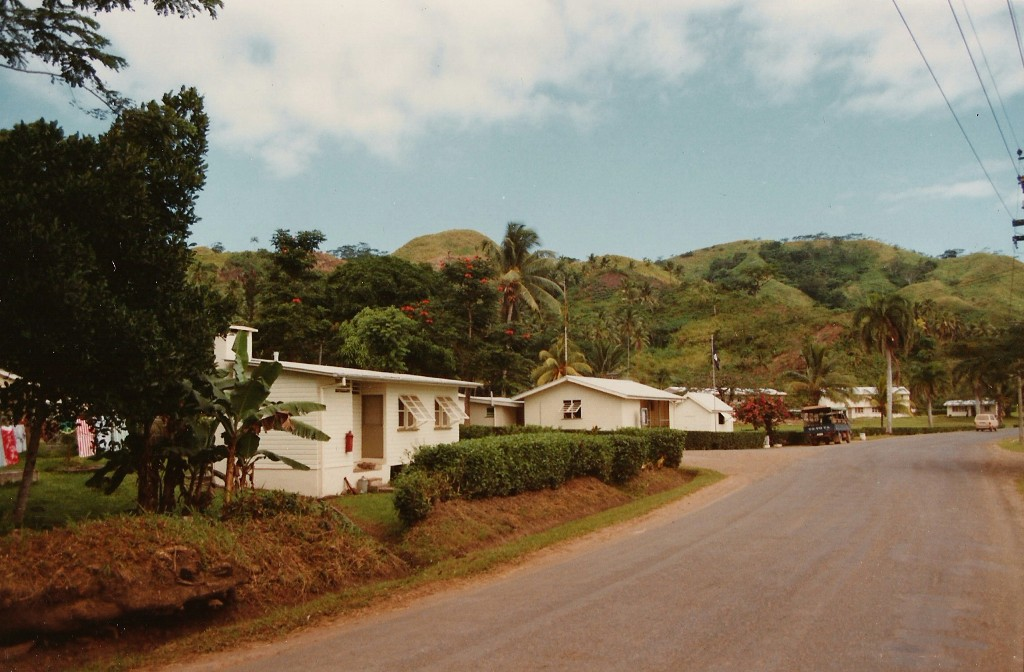
萨武萨武

萨武萨武（發音：[saβusaβu]）是斐济萨考恩德罗韦省的一个城镇，位于瓦努阿岛上。人口3,372（2007年）。
萨武萨武以其温泉而知名。著名建筑物有Savarekareka教堂，建于1870年。该城镇最早作为一个贸易中心，贸易物有檀香木、海参、椰干等。